# Cantone di Hiersac
Il Cantone di Hiersac era una divisione amministrativa dell'arrondissement di Angoulême.
A seguito della riforma approvata con decreto del 20 febbraio 2014, che ha avuto attuazione dopo le elezioni dipartimentali del 2015, è stato soppresso.

## Composizione
Comprendeva i comuni di:
- Asnières-sur-Nouère
- Champmillon
- Douzat
- Échallat
- Hiersac
- Linars
- Moulidars
- Saint-Amant-de-Nouère
- Saint-Genis-d'Hiersac
- Saint-Saturnin
- Sireuil
- Trois-Palis
- Vindelle